# Incontri ravvicinati ad Aurora
Incontri ravvicinati ad Aurora (The Aurora Encounter) è un film di fantascienza del 1986, appartenente al filone fantawestern, diretto da Jim McCullough Sr. e sceneggiato da McCullough e Melody Brooke. La trama è basata sull'incidente di Aurora, un supposto schianto di UFO con incontro ravvicinato avvenuto nel 1897 ad Aurora, in Texas.

## Distribuzione

### Home video
Il film è stato distribuito per l'home video in italiano anche col titolo Alieni ad Aurora.

## Critica
Fantafilm lo definisce "un film di sentimenti, scontato e buonista, e tuttavia godibile pur nella sua modestia, che merita di essere ricordato per l'eccezionalità dei due interpreti."